# Horst Lohse
Horst Lohse (* 16. März 1943 in Kulmbach) ist ein deutscher Komponist.

## Leben und Schaffen
Nach seiner Ausbildung an der Pädagogischen Hochschule Bayreuth (1964–1967) wirkte Horst Lohse 1967–1970 in Mainleus bei Kulmbach als Grund- und Hauptschullehrer und als Chorleiter. 1970–1972 studierte er am Salzburger Mozarteum Violine bei Jürgen Geise und Hermann Kienzl sowie Komposition bei Helmut Eder. Parallel absolvierte er am Orff-Institut des Mozarteums ein Studium der Elementaren Musikpädagogik bei Wilhelm Keller, Hermann Regner und Barbara Haselbach. Meisterkurse besuchte er bei Bogusław Schaeffer und beim Österreichischen Ensemble für Neue Musik. 1972 wechselte Lohse an die Hochschule für Musik Würzburg. Dort studierte er Musiktheorie und -analyse bei Klaus Hinrich Stahmer sowie Komposition bei Bertold Hummel (1975/1976 als Meisterschüler). 1972–2005 unterrichtete er Musikmodell-Grundschulklassen in Bamberg. 1977–1984 war er Lehrbeauftragter der Hochschule für Musik Würzburg, 1987–1993 Juror und Dozent bei den Kompositionskursen der Jeunesses Musicales in Weikersheim. 1986 zählte er zu den Gründern des Vereins Neue Musik in Bamberg, dessen Vorsitz er 1991 übernahm. 1986–2010 leitete er die Tage der Neuen Musik Bamberg.
Horst Lohses kompositorisches Œuvre ist geprägt von intensiver Auseinandersetzung mit literarischen Themen. Ende der 1970er Jahre beginnt mit seinen Werken Epitaph und Mahan die Rezeption des Autors Nizami im Bereich der Neuen Musik, die durch Detlev Glanert und Samir Odeh-Tamimi fortgesetzt wurde (siehe Heutige Rezeption weltweit). In seiner Werkgruppe Mythen in Musik verbindet Lohse antike Sujets wie Orpheus, Phoinix und Narziss mit modernen philosophischen und psychologischen Fragestellungen. Sein Sisyphos (nach Albert Camus) wurde von Dirigenten wie Horst Stein, Jorma Panula, Klaus Bernbacher und Klauspeter Seibel interpretiert. Sein Monodram Verhüllung nach einem Text von Wolfgang Hilbig erlebte mit dem Ensemble berlin-projekt unter Art-Oliver Simon Aufführungen in Szczecin und Sankt Petersburg. 2010 wurden Lohses Reflexionen über Mond-Metaphern von Arno Schmidt zusammen mit boutaden von Robert HP Platz und Eckart Beinke beim CD-Projekt Konzert für Arno Schmidt unter Leitung von Benjamin Lang eingespielt.
Ein weiterer Schwerpunkt im Schaffen von Horst Lohse ist seine Beschäftigung mit Themen der Bildenden Kunst. In seiner Klavier- und Kammermusik finden sich Bezüge zu Paul Klee, Hans Hofmann, Marc Chagall und Roberto Matta. Lohses im Auftrag der Bamberger Symphoniker komponiertes Orgelkonzert Die vier letzten Dinge steht im Zentrum eines großangelegten Hieronymus-Bosch-Zyklus, zu dem auch das Rezital Cave cave Dominus videt gehört. Es entstand in Zusammenarbeit mit dem Autor Michael Herrschel und wurde mit Robert Hunger-Bühler als Rezitator im Dom St. Martin (Rottenburg) produziert. Mehrere Werke widmete Horst Lohse dem Andenken seines Schwiegervaters, des Künstlers Caspar Walter Rauh. Gemeinsam mit seiner Frau Sabine betreute Lohse Rauhs Nachlass, der heute großteils im Kunstmuseum Bayreuth verwahrt wird.
Horst Lohse lebt in Memmelsdorf. Seine Kompositionen sind publiziert bei Edition Gravis. Aufnahmen von Lohses Werken wurden produziert vom Bayerischen, Norddeutschen, Süddeutschen und Westdeutschen Rundfunk, vom Sender Freies Berlin, Radio Bremen, Deutschlandfunk und Südwestfunk sowie von Labels wie Kreuzberg Records, cpo und Neos Music.

## Ehrungen
- 1973 Förderungspreis für Komposition der Musikalischen Akademie Würzburg
- 1974 Kompositionspreis der Stadt Stuttgart (für die „Cantos sinfónicos“; zusammen mit Wolfgang Rihm, Ulrich Stranz und Manfred Trojahn)
- 1982 Orchesterkompositionspreis des Kulturkreises der Deutschen Wirtschaft und der Gesellschaft für Neue Musik (Laudatio: Friedhelm Döhl); 3. Preis beim Europäischen Kompositionswettbewerb des Symphonieorchesters Aarhus
- 1983 Ehrengabe der Stadt Bamberg
- 1984 2. Preis beim Internationalen Carl-Maria-von-Weber-Wettbewerb für Ballette der Dresdner Musikfestspiele (für „Die Abenteuer des schönen Mahan“; ein 1. Preis wurde nicht vergeben)
- 1999 Berganza-Preis des Kunstvereins Bamberg (Laudatio: Claus Kühnl)
- 2002 Otto-Grau-Kulturpreis (Laudatio: Godehard Schramm)
- 2006 Kulturpreis der Oberfrankenstiftung (Laudatio: Hans Angerer)
- 2008 E.-T.-A.-Hoffmann-Preis der Stadt Bamberg (Laudatio: Jörg Krämer)
- 2012 Friedrich-Baur-Preis der Bayerischen Akademie der Schönen Künste (Laudatio: Michael Herrschel)

## Kompositionen

### Bühnenwerke
Tanztheater
- Die Abenteuer des schönen Mahan. Ballett in 4 Teilen (nach Nizami)
  1. Fassung (1979/80). Teilaufführung 10. Oktober 2007 Nürnberg (Tafelhalle). Mey Sefan, Angela Lamprianidou (Tanz), Boris Lisowski (Performance), Choreografie: Alexandra Rauh, Videoprojektionen: Frank Halbig, Olivia Toffolini / ZKM, Pegnitzschäfer-Klangkonzepte: Werner Dörrmann, Gottfried Rüll (Klavier), Roland Schmidt, Hermann Schwander (Percussion)
  2. Fassung (1980/1981) für Orchester
  3. Fassung (1983) für großes Orchester
  4. Fassung (2004/2005): Mahan. UA 1. Juli 2005 Bamberg (E.T.A.-Hoffmann-Theater). Ballett der Oper Timișoara, Choreographie: Ionuț Sergiu Anghel, Ensemble Contraste: Ion Bogdan Ștefănescu (Flöten), Dorin Cuibariu (Klarinetten & Saxophon), Doru Roman (Percussion), Sorin Petrescu (Tasteninstrumente & Leitung)

Theater für Kinder
- Der kleine Mann Sapperlot (1971/72, nach einem französischen Märchen). UA Juli 1973 Bamberg

Schauspielmusik
- zu Des Teufels goldene Haare von Gernot Schulze (1979). UA 15. November 1979 Bamberg (E.T.A.-Hoffmann-Theater). Regie: Hans Wolff; Mitglieder der Bamberger Symphoniker
- zu Der eingebildet Kranke von Molière (1989). UA 11. November 1989 Bamberg (E.T.A.-Hoffmann-Theater). Regie: Rainer Lewandowski

### Vokalkompositionen
für Solostimme und 1 Instrument
- Drei Lieder (1984/94). Texte: Edgar Allan Poe. UA 28. September 1994 Halle (Händel-Haus). Eva Haßbecker (Mezzosopran), Thomas Müller (Klavier)
  - 1. To the river[T 1] (1984) – 2. Eldorado[T 2] (1984) – 3. A dream[T 3] (1994)
- Drei Lieder (2006). Texte: Ingo Cesaro. UA 26. Januar 2007 Bamberg (Neues Palais). Irene Kurka (Sopran), Stefan Hippe (Akkordeon)
  - 1. Friedenstauben – 2. Landschaft mit Vogelscheuchen – 3. Weiße Raben
- Morgenstern-Lieder (2007). UA 12. Februar 2008 Berlin (Berliner Kabarett Anstalt). Christina Ascher (Alt), Caspar René Hirschfeld (Violine)
- 1. Die Lämmerwolke (Palmström [1910], Teil 3: Zeitgedichte)[T 4] – 2. Galgenkindes Wiegenlied – 3. Der Tanz[T 5]
- Fremder Vogel (2011/12). Text: Michael Herrschel. UA 8. Dezember 2012 Lichtenfels (Stadtschloss). Monika Teepe (Gesang), Lorenz Trottmann (Klavier)
- Cave cave Dominus videt (2011–13, nach Hieronymus Bosch). Text: Michael Herrschel.[T 6] UA 26. Oktober 2012 Erlangen (Neustädter Kirche). Michael Herrschel (Rezitation), Sirka Schwartz-Uppendieck (Orgel)
- Fischgesänge (2012/13, nach Caspar Walter Rauh). Texte: Ingo Cesaro. UA 9. März 2013 Kronach (Synagoge). Michael Herrschel (Rezitation), Gernot Hammrich (Gitarre)
  - 1. Nächtliches Bad – 2. Hilfe für den Schwachen – 3. Übermütige Fische – 4. Turm der Fische – 5. Eilige Rückkehr – 6. Trauriges Ende – 7. So tief geritzt
- Pandora ist tot (2020/21) für mittlere Stimme und Klavier. Text: Michael Herrschel[T 7]

für Solostimme und 2–4 Instrumente
- Laetare Jerusalem (1975). Text: Léopold Sédar Senghor. UA 19. September 1975 Nürnberg (Frauenkirche). Alrun Zahoransky (Sopran), Roland Weiss, Heinz-Joachim Neubauer (Orgel), Horst Lohse (Tamtam)
- The Spirit of the Dead (1984). Texte: Edgar Allan Poe (aus Al Aaraaf, Tamerlane and Minor Poems [1829]).[T 8]
  - 1. Thy soul shall find itself alone… – 2. Be silent in that solitude… – 3. The night – tho’ clear – shall frown… – 4. Now are thoughts thou shall not banish… – 5. The breeze – the breath of God – is still…
  - Neufassung (2013). UA 7. April 2013 Nürnberg (Neues Museum). Irene Kurka (Sopran & Percussion), Wilfried Krüger (Horn)
- Rückert-Lieder (1987/1888). UA 14. Mai 1988 Schweinfurt. Anne Salvan (Alt), André Salm (Flöte & Altflöte), Hermann Voss (Viola), Rosmarie Schmid-Münster (Harfe)
  - 1. Die Welt ist kalt und rauh (Liebesfrühling [1821], Dritter Strauß – Zwischenspiel, der Zeit nach: Vorspiel, Nr. 43) – 2. Mit dem Saum des Kleides (= Aus Gelaleddin Rumi; Liebesfrühling, Dritter Strauß, Nr. 21) – 3. Trübe war das Wetter (Liebesfrühling, Zweiter Strauß, Nr. 15) – 4. Wann still die Nacht (Amaryllis [1812], Nr. 55)[T 9] – 5. Du bist ein Schatten am Tage (Kindertodtenlieder [1833/1834] – Lied und Leid, Nr. 19)[T 10]
- Auf einen Stein am Weg geschrieben (1988). UA 8. Juni 1988 Braunschweig (Landesmuseum). New Art Ensemble: Alrun Zahoransky (Sopran), Hans Peter Schier (Synthesizer), Mathias Sorof (E-Gitarre), Wolfgang Grotjan (Synthesizer & E-Drums), Hans Neumann (E-Bass), Leitung: Dieter Salbert
  - 1. Sinfonía en gris mayor. Text: Rubén Darío[T 11]
    - Neufassung: La siesta del trópico (2006). UA 26. April 2009 Nürnberg. Irene Kurka (Sopran), Ulrike Burger (Klarinette), Sławomir Mścisz (Percussion), Stefan Hippe (Akkordeon)

  - 4. Que descansada vida. Text: Beltrán Morales
  - 5. Me seguían. Text: Gioconda Belli
- Tree Stories (2019, nach Caspar Walter Rauh). Texte: Ursula Shields-Huemer. UA 3. Dezember 2019 Bayreuth (Kunstmuseum). Michael Herrschel (Rezitation), Gernot Hammrich (Gitarre), Lorenz Trottmann (Klavier)
  - 1. Dreaming Tree – 2. Tree Stove – 3. Drunk

für Solostimme und 5–7 Instrumente
- Verhüllung (2002/03). Text: Wolfgang Hilbig. UA 6. März 2005 Stuttgart (Gustav-Siegle-Haus). Christina Ascher (Mezzosopran), Janus-Ensemble Karlsruhe, Dirigent: Ernst Helmuth Flammer
- Sabelita-Szenen (Work in progress). Text: Michael Herrschel
  - 2. Laternenpredigt – 4. Kerkerwand – 9. Ein heimlicher Tanz – 17. Fremder Vogel
    - UA (2/4/9): 29. April 2012 Nürnberg (Neues Museum). Monika Teepe (Gesang), Pegnitzschäfer-Klangkonzepte: Marion Ludwig (Flöten), Ulrike Burger (Klarinetten), Wilfried Krüger (Horn), Jonas Burow (Bassposaune), Roland Schmidt (Percussion), Gottfried Rüll (Harmonium), Heinrich Rau (Violine), Dirigent: Christian Gabriel

  - UA (17): 25. November 2012 Fürth (Auferstehungskirche). Monika Teepe (Gesang), Ensemble Les esprits follets: Marion Ludwig (Flöten), Beatrix Köhle (Oboen), Günter Voit (Klarinette), Wilfried Krüger (Horn), Maria Castro (Fagott), Pauls Andersons (Percussion), Sirka Schwartz-Uppendieck (Klavier & Harmonium), Dirigent: Gerhard Jacobs

für Solostimme, Chor und 1 Instrument
- Das Steinschneiden. Tableau vivant (2020, nach Hieronymus Bosch) für Rezitation, Vokalensemble und Blockflöte. Text: Michael Herrschel[T 12]

- - für Soli, Chor und Ensemble / Orchester
- Cantos sinfónicos (1973/74). Texte: Federico García Lorca. UA 16. Juni 1985 Nürnberg (Meistersingerhalle). Dorothea Kästner (Sopran), Almuth Mahrt (Alt), Roland Wagenführer (Tenor), Helmut Jotz (Bass), Lehrergesangverein Nürnberg, Nürnberger Symphoniker, Dirigent: Burkhard Rempe
  - 1. Paisaje[T 13] – 2. El grito[T 14] – 3. El silencio[T 15]
- Laetare Jerusalem (1976). Text: Léopold Sédar Senghor. UA 25. Mai 1987 Bamberg. Noriko Kishida (Sopran), Bamberger Oratorienchor, Karl-Heinz und Gabriele Böhm (Orgel), Klaus Karger (Tamtam), Dirigent: Hermann Dechant

### Orchesterwerke
- Floating for Strings (1972/77). UA 17. November 1977 Bamberg (Dominikanerbau). Bamberger Symphoniker, Dirigent: Hans Drewanz
- Epitaph für Nizami (1976–78). UA 26. November 1979 Coburg. Orchester des Landestheaters, Dirigent: Reinhard Petersen
- Sisyphos (1982, in memoriam Albert Camus). UA 2. Dezember 1982 Leverkusen. Bayer-Philharmoniker, Dirigent: Rainer Koch
- La voce d’ombra (1984)
- Bamberg Symphony (1985). UA 24. Januar 1986 Bamberg. Bamberger Symphoniker, Dirigent: Horst Stein
- Miniaturen-Suite (1986)
- Turm der Winde (2004/05). UA 1. Juni 2005 Fürth (Kulturforum). Nürnberger Akkordeonorchester, Dirigent: Stefan Hippe
  - 1. Zephyros (Westwind) – 2. Skiron (Nordwestwind) – 3. Boreas (Nordwind) – 4. Kaikias (Nordostwind) – 5. Apeliotes (Ostwind) – 6. Euros (Südostwind) – 7. Notos (Südwind) – 8. Lips (Südwestwind)

### Soli und Orchester / Ensemble
- La morte d’Orfeo (1979/88). UA 21. Oktober 1988 Nürnberg. Julius Berger (Violoncello), Roland Schmidt, Martin Homann (Percussion), Nürnberger Symphoniker, Dirigent: Klauspeter Seibel
- Aus der Tiefe (1990/91). UA 15. November 1991 Nürnberg. Hermann Bäumer (Bassposaune), ars nova ensemble, Dirigent: Werner Heider
- Die vier letzten Dinge (quasi una Sinfonia da Requiem) (1996/97, nach Hieronymus Bosch). UA 7. Juni 1997 Bamberg (Konzert- und Kongresshalle). Christoph Maria Moosmann (Orgel), Bamberger Symphoniker, Dirigent: Aldo Brizzi
  - 1. Mors – 2. Judicium – 3. Infernum – 4. Paradisus
- Canto perpetuo (2007). UA 9. Dezember 2007 Bamberg (Universität). Natalia Solotych (Cembalo), Kammerorchester der Universität

### Musik für Tasteninstrumente
Orgel
- Die sieben Todsünden (1989, nach Hieronymus Bosch). UA 5. März 1990 Bonn (Kreuzkirche, Sinziger Orgelwoche). Theo Brandmüller (Orgel)
  - 1. Ira – 2. Superbia – 3. Luxuria – 4. Acedia – 5. Gula – 6. Avaritia – 7. Invidia
- Chant à l’amitié (1994, für Klaus Hashagen). UA 30. September 1994 Nürnberg (Sebalduskirche). Werner Jacob (Orgel)

Klavier / Hammerklavier
- Moments de Passion (1982/83, nach E. T. A. Hoffmann). UA 14. Oktober 1983 Bamberg. Noriko Mizuno (Klavier)
- Solitude III (1985). UA 11. Juli 1987 Bamberg. Noriko Mizuno (Klavier)
- Valses sentimentales et tristes (1998/99). UA 16. Mai 1999 Bamberg. Egino Klepper (Hammerklavier)
- Dedicazione (2003) …a Silvia Belfiore. UA 27. September 2003 Heilbronn. Silvia Belfiore (Klavier)
- La naissance du feu (2003, nach Roberto Matta). UA 12. Februar 2004 Bamberg. Ortwin Stürmer (Klavier)
- Nocturne memorialis D. S. (2006). UA 25. November 2006 Sankt Petersburg. Aleksandr Machniov (Klavier)
- Tor zur Tiefe (2008, nach Paul Klee). UA 18. Oktober 2008 Bleibach. Ortwin Stürmer (Klavier)

Spinett
- Birgit’s Toy (2004). UA 21. Oktober 2004 New York (Cooper Union; Birgit Ramsauer: “Spinet Project, an Experiment on Gesamtkunstwerk”). Jens Barnieck (Spinett)

### Kammermusik
Soli
- Solitude I (1979). UA 3. Oktober 1979 Bamberg. Georg Meerwein (Oboe). UA (Neufassung) 24. September 1987 Bamberg. Martin Pfister (Klarinette)
- Solitude II (quasi un’elegia) (1980). UA 15. März 1980 Bamberg. Paul Hennevogl (Viola)
- Impromptu (1988) für Naturhorn (oder Waldhorn)
- Fünf Portraits (1991). UA 24. Juni 1991 Bamberg. Albrecht Mayer (Oboe), André Salm (Flöte), Norbert Nagel (Klarinette), Reinhold Möller (Horn), Georg Klütsch (Fagott)
  - 1. Kalypso (Oboe) – 2. Nausikaa (Flöte) – 3. Kirke (Klarinette) – 4. Pallas Athene (Horn) – 5. Penelope (Fagott)
- Die Zeit ist ein uferloser Fluss (1993, nach Marc Chagall). UA 9. Oktober 1993 Bamberg. Eva Wengoborski-Sohni (Violine)
- Solitude IV (Eroberung der Stille) (1997/1998) für Bassklarinette
- Hephaistos (1999) für Percussion (nach Franz Fühmann). UA 28. Oktober 1999 München (Hochschule für Musik und Theater). Thierry Miroglio (Percussion)
- Netz (1999/2001). UA 26. Oktober 2001 Lüneburg. Thierry Miroglio (Percussion), Axel Singer, Egino Klepper (Bandrealisation)
- Die Sirenen noch im Ohr (2004). UA 1. September 2004 Nürnberg. Wilfried Krüger (Horn)
- Solitude V (Labyrinth) (2009). UA 20. November 2009 Bamberg (Villa Dessauer). Ulf Gollnast (Gitarre)
- Largo. Klage (2019). UA 30. April 2019 Memmelsdorf. Klaus Greiner (Violoncello)

Duos
- Variationen über “I stood on the river” (1962) für Violine und Klavier
- Duo concertant (1965, rev. 2019/20) für Violine und Violoncello
- Sonatina (1971) für Violine und Klavier
- Imaginations (1972). UA 14. Mai 1973 Würzburg. Michael Junghans (Posaune), Hermann Beyer (Klavier)
- Vedute (1973) für Horn und Klavier (mit Live-Elektronik)
- Alliances inusitées oder: Rendezvous mit Wagner (1976). UA 22. März 1977 Bayreuth (Kirchenmusikschule). Thomas Kiefer (Fagott), Christian Bohny (Posaune), Werner Berndsen (Bandrealisation)
- Lyrics (1976). UA 3. Juli 1976 Bamberg. Max Kienastl (Violine), Manfred Dahmer (Gitarre). UA (Neufassung) 21. Juni 2009 Rom. Maurizio Barbetti (Viola), Francesco Cuoghi (Gitarre)
- Abschied (1993). UA 9. Oktober 1993 Bamberg. André Salm (Altflöte), Gernot Hammrich (Gitarre)
- Vogeldenkmal in Auflösung (1993, in memoriam Caspar Walter Rauh). UA 19. Februar 1994 Bayreuth. Andreas Golembiowski (Flöte), Helmut Bieler (Klavier)
- AllerleiRauh (2000). UA 22. Juni 2000 Weimar (Hochschule für Musik Franz Liszt). Mieko Kanno (Violine), Silvia Belfiore (Klavier)
  - 1. Streitbare Vögel – 2. Den rechten Ton finden – 3. Im Gebüsch – 4. Spiel in der Uhr – 5. Verwehtes Blatt – 6. Unter einem Hut
- Prélude (2005). 26. April 2009 Nürnberg. Ulrike Burger (Bassklarinette), Sławomir Mścisz (Vibraphon)
- Unterwegs (2006). UA 30. Oktober 2007 Nürnberg (Hochschule für Musik). Valerie Rubin (Violine), Martin Timphus (Viola)
- 2 oder 4? (2019) für 2 Violinen

Trios
- Transitions (1979). UA 25. August 1995 auf dem Waldstein im Fichtelgebirge (Festival Mitte Europa). Leipziger Schlagzeugensemble, Leitung: Gerd Schenker
- Brahms-Metamorphosen (1982/83). UA 29. April 1983 Bamberg (Genberg-Klaviertrio)
- Divergenz (1985) für Viola, Violoncello und Kontrabass. UA 13. Februar 1987 Leverkusen. Trio Basso Köln
- Greetings (1992). UA 26. Juni 1992 Bayreuth. Eva Wengoborski-Sohni, Manfred Wengoborski (Violinen), Peter Großmann (Klavier, Metronome)
- Prelude of Spring (2000, nach Hans Hofmann). UA 18. November 2000 Nürnberg. Heinrich Rau (Violine), Wilfried Krüger (Horn), Sigrid Hopperdietzel (Harfe)

Quartette
Streichquartette
- Bagatellen (1971). UA 12. Januar 1972 Salzburg. Österreichisches Streichquartett
- Quartett (1974). UA 9. Juni 1975 Würzburg. Thomas Berg, Walter Wutzler, Ortrun Riecke, Doris Laidler
- Nachtstück III (2000, mit Skordaturen). UA 18. Februar 2001 Erlangen (Musikinstitut am Burgberg). Hába-Quartett: Marat Dickermann, Sha Ye (Violinen), Peter Zelienka (Viola), Arnold Ilg (Violoncello)
- Nachtstück IV (2001). UA 22. April Bamberg (Bamberger Streichquartett)

Andere Quartette
- La morte d’Orfeo (1977). UA 3. August 1977 Montepulciano (Cantiere Internazionale d’Arte). Klaus Heitz (Violoncello), Dai Bowen, Michael Küttner (Percussion), John Burdekin (Klavier)
- Retour (1977). UA 7. Juni 1981 Berlin (Mitglieder des Berliner Blechbläserquintetts)
- Spells for bells (1994) für Plattenglocken, Kirchenglocken (Röhrenglocken) und Buckelgong. UA 14. Februar 1995 Bamberg. Percussionquartett der Bamberger Symphoniker
- Chopinianina (2010). UA 22. August 2010 Weikersheim (Schloss). Ensemble Est! Est!! Est!!!: Simon Strasser (Oboe), Michael Gärtner (Glockenspiel), Miriam Overlach (Harfe), Martina Forni (Viola)
- Palingenesis (2013). UA 9. Oktober 2013 Erlangen (Redoutensaal). Österreichisches Ensemble für Neue Musik: Irmgard Messin (Flöte), Andreas Schablas (Klarinette), Ivana Pristasova (Violine), Peter Sigl (Violoncello)

Quintette
- Nocturne – Aubade (1983). UA 22. Januar 1985 Bielefeld. Mitglieder der Bielefelder Philharmoniker
- A. Schmidts Monde (1995/96). Métaphores lunaires für Flöte (& Piccolo & Altflöte), Klarinette (& Bassklarinette), Klavier, Violine, Violoncello und Tamtam. UA 3. Mai 1996 Almada. Grupo de música contemporânea de Lisboa „Jorge Peixinho“, Dirigent: Aldo Brizzi
  - 1. (Draußen hakte eine Silberklaue durch die Wolken; zerriß eine dünne, zog sich wieder ein): […] (aus Aus dem Leben eines Fauns [1952/53]) – 2. […] – Bald wird der gebogene Mond sich im Glas der Seen spiegeln. Neben den großen Sternen –, […] (aus Der Garten des Herrn von Rosenroth [1942]) – 3. Mond flog auf, die schmale Silberschwalbe, in den Samt der Nacht […] (aus Enthymesis [1944–46]) – 4. Der Mond tauchte zuweilen aus den wild verworrenen Wolkenritzen, […] (aus Der junge Herr Siebold [1941]) – 5. […], wenn der Mond in den hellen Wolkenschollen auf- und abtauchte. (aus Der Rebell [1941]) – 6. Schweepte durch den Dunst als leuchtender Flitzeboogn […] (aus KAFF auch Mare Crisium [1960]) – 7. […] Schleier mit Tupfen: das Gewebe wurde in großen Bahnen vorbei gezogen, stundenlang, gleichmäßig, immer über die halbe Prüflampe weg. (aus Das steinerne Herz [1956]) – 8. Wohlig baumelte der Mond im wirbelnden Gestiebe, […] (aus Der Rebell [1941]) – 9. […]; il Mostro Giallo; […] (aus Das steinerne Herz [1956]) – 10. […] – taumelig von der Mondhelle – […] (aus Das Haus in der Holetschkagasse [1941]) – 11. […] und da hing er, ein Kupfergong, sehr niedrig im Äther: der verfinsterte Mond. (aus Schulausflug [1957]) – 12. Mondmoos wucherte an allen Wolken; […] (aus Das steinerne Herz [1956]) – 13. Völlig leer: der Himmel: der schneidige Drittelmond ließ nur 20 große Sterne übrig, heißa, die Starken. (aus Schwarze Spiegel [1951]) – 14. […] glimmender Mond […] (aus Der Garten des Herrn von Rosenroth [1942]) – 15. […] gesponnenes Mondlicht. (aus Der Garten des Herrn von Rosenroth [1942]) – 16. Breites Morgenrauh war mit flacher Mondnadel an die fliehende Nacht geheftet. (aus Die Umsiedler [1952])
- G–A–M–E–S, oder von den Schwierigkeiten mitzuspielen (1996). Szene für Flöte und 4 Violinen. UA 5. Mai 1996 Erlangen
- Harmonie du soir (1974/2000) für Streichquartett und Percussion. UA 25. Juni 2000 Bayreuth. Pegnitzschäfer-Klangkonzepte
- Doppelter Abschied (2009). UA 26. April 2009 Nürnberg. Pegnitzschäfer-Klangkonzepte: Ulrike Burger (Klarinette), Wilfried Krüger (Horn), Ken Hutchins (Viola), Sławomir Mścisz (Percussion), Stefan Hippe (Akkordeon), Leitung: Horst Lohse

Sextette
- Sechs Interludien für Sechs (1973) für Streichquintett (1.1.1.1.1) und Klavier
- Nachtstücke I+II (1999) für Streichtrio, Percussion (2 Sp.) und Klavier. UA 16. Oktober 1999 Orléans. Ensemble Europeo Antidogma Musica, Dirigent: Enrico Correggia

Septette
- Nachtstücke V+VI (2003) für Horn, Streichtrio, Percussion (2 Sp.) und Harfe. UA 12. Oktober 2003 Nürnberg. Pegnitzschäfer-Klangkonzepte, Dirigent: Jorge Rotter
- Blue Spot (2004) für Saxophonensemble (S.2A.T.Bar) und Percussion (2 Sp.). UA 2. Juli 2004 Kulmbach (Markgraf-Georg-Friedrich-Gymnasium)

Oktette
- Movement (1972) für Blockflöte, Percussion (6 Sp.) und Cembalo. UA 19. Mai 1972 Salzburg (Orff-Institut am Mozarteum)
- Brahms-Reflexionen (1988/1989, zur Serenade Nr. 1 D-Dur). UA 28. Februar 1989 Leverkusen. Ricarda Oehl (Flöte), Alexander Willscher, Manfred Hadaschik (Klarinetten), Wilfried Krüger (Horn), Raimund Schreml (Fagott), Michael Sigler (Violine), Irmingard Jemiller (Viola), Valerie Sattler (Violoncello), Rolf Schamberger (Kontrabass)

Nonette
- Phoenix (1983). Hommage à Scriabine. Musik für Kammerensemble (9 Sp.). UA 19. November 1983 Nürnberg. ars nova ensemble, Dirigent: Werner Heider
- Rounds and Interludes (1986/87) für Blechbläserquintett und Percussion (4 Sp.). UA 3. Mai 1987 Bamberg. Mitglieder der Bamberger Symphoniker, Dirigent: Horst Lohse

Größere Ensembles
- Floating for Strings (1972) für 12 Solostreicher (6.0.3.2.1). UA 14. Mai 1973 Würzburg. Hochschul-Ensemble für Neue Musik, Dirigent: Bertold Hummel
- Exercises (1972) für 11 Blechbläser (4.3.3.1). UA 14. Mai 1973 Würzburg. Bläserensemble der Hochschule, Dirigent: G. Langenstein
- Ghaselen (1976). Musik für alte Instrumente
  - 1. abrash – 2. heftkar – 3. ashkali
- Aprilmusik (1982) für 12 Soloviolinen. UA 20. September 1987 Bamberg. Mitglieder der Bamberger Symphoniker u. a., Dirigent: Horst Lohse

## Schüler
- Gert Drost (* 1960)
- Jochen Neurath (* 1968)

### Von Lohse
Zusammen mit Sabine Lohse
- „Ob diese Geschichte wirklich wahr gewesen, weiß daher niemand…“. Über Entstehung und Auswirkung der „Märchen“ von Caspar Walter Rauh. In: Caspar Walter Rauh: Märchenhaftes. Geschichten und Bilder. Hrsg. von Marina von Assel (Redaktion zusammen mit Bernd Romankiewicz, Sabine und Horst Lohse). Bayreuth 2006 (Schriftenreihe des Kunstmuseums Bayreuth, Bd. 21). ISBN 978-3-935880-16-9
- Auftragswerke. Caspar Walter Rauhs Kunst am Bau. In: Zeitzeuge und Phantast. Zum Werk Caspar Walter Rauhs. Hrsg. von Hans-Walter Schmidt-Hannisa. Hannover (Wehrhahn) 2011. S. 155–168. ISBN 978-3-86525-181-7

### Über Lohse
- Hans-Ulrich Fuß: “Brahms the Progressive?” Aspekte des Brahms-Bildes in Hommage-Kompositionen seit 1970. In: Johannes Brahms. Quellen – Text – Rezeption – Interpretation. Internationaler Brahms-Kongress Hamburg 1997. Hrsg. von Friedrich Krummacher, Michael Struck, Constantin Floros und Peter Petersen. München (Henle) 1999. S. 553–577; hier S. 561–563 über die Brahms-Metamorphosen (1982/83) und die Brahms-Reflexionen (1988/89)
- Maximilian Schnurrer: Kampf der Knöpfe mit Winden und Böen. Horst Lohse: „Turm der Winde“ für Akkordeon-Orchester (2005). Neue Musikzeitung, 57. Jahrgang, Ausgabe 6/08 (Juni 2008)[5]
- Michael Herrschel: Poesie, getanzt. Sebastian Albert & Caspar René Hirschfeld: „Lyrics“ für Gitarre & Violine. Werke von D’Angelo, Lohse u. a. Neue Musikzeitung, 60. Jahrgang, Ausgabe 7/11 (Juli 2011)[6]
- Franzpeter Messmer (Hrsg.): Horst Lohse. (= Komponistinnen und Komponisten in Bayern. Band 69), Allitera, München 2023, ISBN 978-3-96233-426-0.

## Texte in den Werken
1. ↑  Edgar Allan Poe: To the river. Hrsg.: The Edgar Allan Poe Society of Baltimore. (englisch, eapoe.org [abgerufen am 11. Mai 2021]).
2. ↑  Edgar Allan Poe: Eldorado. Hrsg.: The Edgar Allan Poe Society of Baltimore. (englisch, eapoe.org [abgerufen am 11. Mai 2021]).
3. ↑  Edgar Allan Poe: A Dream. Hrsg.: The Edgar Allan Poe Society of Baltimore. (englisch, eapoe.org [abgerufen am 11. Mai 2021]).
4. ↑  Christian Morgenstern: Die Lämmerwolke. In: Ausgewählte Werke. Leipzig 1975, S. 311 (Digitalisat. zeno.org).
5. ↑  Christian Morgenstern: Der Tanz. (textlog.de).
6. ↑  Michael Herrschel: Cave cave Dominus videt. (librettist.de [abgerufen am 11. Mai 2021]).
7. ↑  Michael Herrschel: Pandora ist tot. (librettist.de [abgerufen am 11. Mai 2021]).
8. ↑  Edgar Allan Poe: Sprits of the Dead. Hrsg.: The Edgar Allan Poe Society of Baltimore. (englisch, eapoe.org [abgerufen am 11. Mai 2021]).
9. ↑  Friedrich Rückert: Wann still die Nacht auf dunkeln Pfaden schreitet. In: Werke. Band 1. Leipzig / Wien 1897, S. 121 (Digitalisat. zeno.org).
10. ↑  Friedrich Rückert: Du bist ein Schatten am Tage. In: Kindertodtenlieder aus seinem Nachlasse. Frankfurt a. M. 1872, S. 18–19 (Digitalisat. zeno.org).
11. ↑  Rubén Darío: Sinfonía en Gris Mayor. (spanisch, calquezine.blogspot.com).
12. ↑  Michael Herrschel: Das Steinschneiden. (librettist.de [abgerufen am 11. Mai 2021]).
13. ↑  Federico García Lorca: Paisaje. (spanisch, poemas-del-alma.com [abgerufen am 11. Mai 2021]).
14. ↑  Federico García Lorca: El grito. Hrsg.: Johannes Beilharz. (spanisch, jbeilharz.de [abgerufen am 11. Mai 2021]).
15. ↑  Federico García Lorca: El silencio. (spanisch, versalia.de [abgerufen am 11. Mai 2021]).

| Personendaten    | Personendaten       |
| ---------------- | ------------------- |
| NAME             | Lohse, Horst        |
| KURZBESCHREIBUNG | deutscher Komponist |
| GEBURTSDATUM     | 16. März 1943       |
| GEBURTSORT       | Kulmbach            |